# Nicolaas Zoes
Nicolaas (van) Zoes (Amersfoort, 5 augustus 1564 - 's-Hertogenbosch, 22 augustus 1625) was een Nederlands geestelijke en een bisschop van de rooms-katholieke Kerk.
Zoes studeerde in Dowaai waar hij een licentiaat in de rechtsgeleerdheid behaalde. Vervolgens werd hij secretaris van de bisschop van Doornik. Zijn priesterwijding vond plaats op 2 december 1590. In 1597 werd hij officiaal van het bisdom Doornik.
Op 30 maart 1615 werd Zoes benoemd tot bisschop van 's-Hertogenbosch, als opvolger van Gijsbertus Maas die op 2 juli 1614 was overleden. Zijn bisschopswijding vond plaats op 10 mei 1615; zijn wapenspreuk was: Ex momento aeternitas (vanuit een oogwenk de eeuwigheid). Hij was de eerste bisschop van 's-Hertogenbosch wiens wijding in de Bossche Sint-Janskathedraal plaatsvond.
In 1615 herstelde hij het seminarie in het Arme Fraterhuis. De Norbertijnenpriorij in Postel werd onder zijn bewind tot abdij verheven. Hij hield zich intensief bezig met catechese en pastoraat. Te Leuven stichtte hij het Bossche College, waar hij in 1625 overleed.
Zoes' grafzerk bevindt zich in de Sint-Janskathedraal.
- Biografisch Portaal: 22002619
- Digitale Bibliotheek voor de Nederlandse Letteren: zoes006
- Virtual International Authority File: 304916857